# Chris Fleming
Pour les articles homonymes, voir Fleming.
Chris Fleming, né le 3 mars 1970, à Forked River, dans le New Jersey, est un joueur et entraîneur américain naturalisé allemand de basket-ball. Il évolue durant sa carrière aux postes de meneur et d'arrière.

## Palmarès
- Champion d'Allemagne 2009-2010, 2010-2011, 2011-2012, 2012-2013
- Coupe d'Allemagne 2008, 2010, 2011, 2012
- Meilleur entraîneur du championnat d'Allemagne 2011